# Deià
Deià is een gemeente in de Spaanse provincie en regio Balearen met een oppervlakte van 15 km². Deià heeft 642 inwoners (1 januari 2016). De gemeente ligt op het eiland Mallorca.

## Demografische ontwikkeling
Bron: INE, 1857-2011: volkstellingen

## Geboren in Deià
- Joan Horrach (1974), wielrenner
- Vicente Reynés (1981), wielrenner

## Overleden in Deià
- Faye Emerson (1917-1983), Amerikaans actrice
- Robert Graves (1895-1985), Engels schrijver en hoogleraar

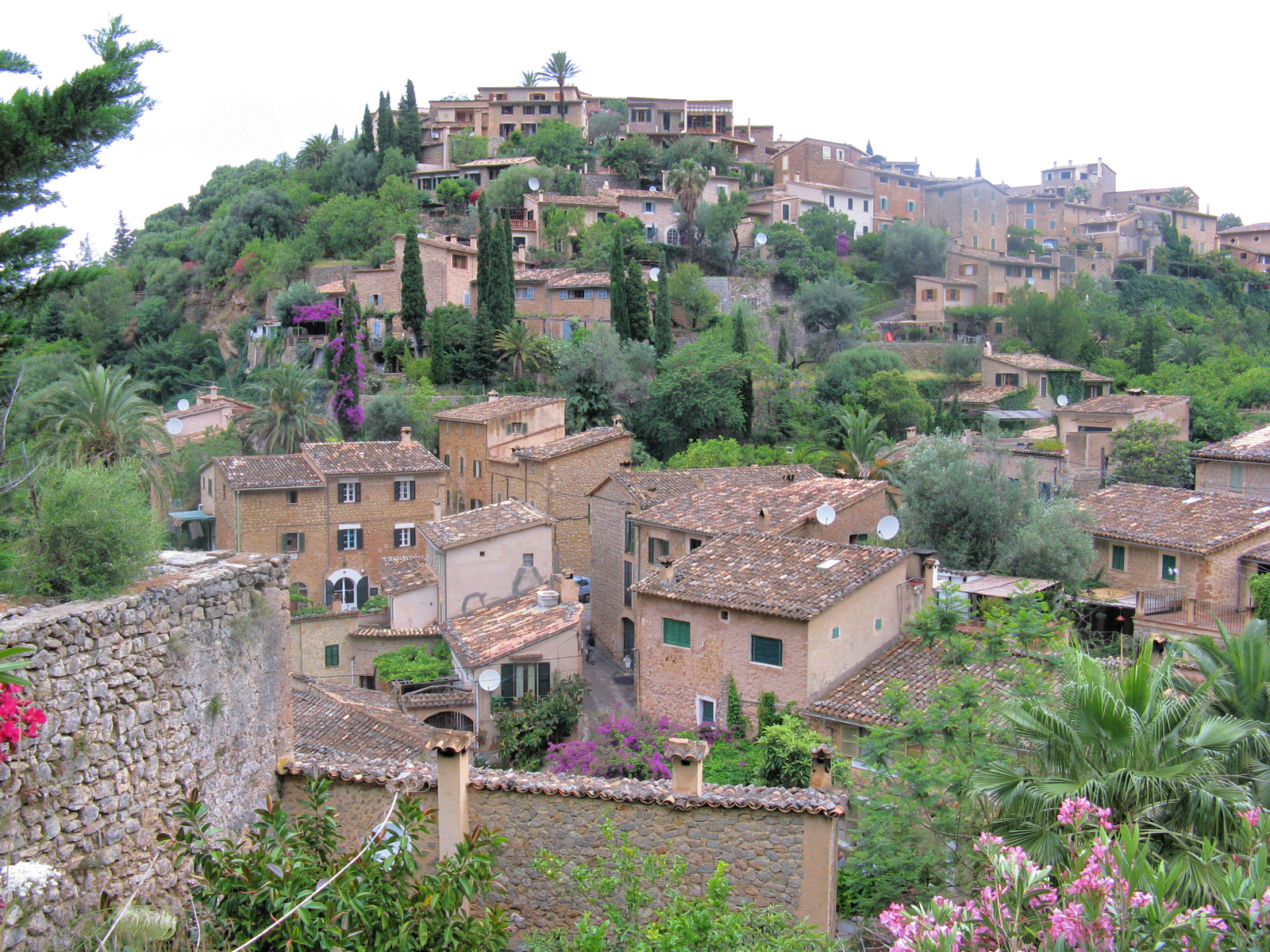
Deel van Deià

Alaró · Alcúdia · Algaida · Andratx · Ariany · Artà · Banyalbufar · Binissalem · Búger · Bunyola · Calvià · Campanet · Campos · Capdepera · Consell · Costitx · Deià · Escorca · Esporles · Estellencs · Felanitx · Fornalutx · Inca · Lloret de Vistalegre · Lloseta · Llubí · Llucmajor · Manacor · Mancor de la Vall · Maria de la Salut · Marratxí · Montuïri · Muro · Palma · Petra · Pollença · Porreres · Puigpunyent · Sa Pobla · Sant Joan · Sant Llorenç des Cardassar · Santa Eugènia · Santa Margalida · Santa María del Camí · Santanyí · Selva · Sencelles · Ses Salines · Sineu · Sóller · Son Servera · Valldemossa · Vilafranca de Bonany